# Return on marketing investment
Return on marketing investment (ROMI) là một chỉ số được sử dụng trong marketing trực tuyến, nhằm đo lường tính hiệu quả của một chiến dịch marketing  dựa trên lợi tức từ chi phí đầu tư vào chiến dịch marketing đó.
Ý tưởng về việc đo lường chỉ số ROMI không phải là mới, nhưng thuật ngữ này được nhắc đến thường xuyên hơn trong giai đoạn gần đây là vì các nhà quản lý marketing ngày nay dần nhận ra sự hữu ích của ROMI.

## Lợi ích của ROMI

#### Lợi ích trong ngắn hạn:
- Giúp doanh nghiệp dễ dàng hình dung và có cái nhìn rõ ràng về lợi nhuận thực và dòng tiền trong doanh nghiệp: Chỉ số ROMI tập trung vào việc phân tích lợi nhuận tạo ra từ các hoạt động đầu tư và marketing, không phải tổng doanh thu, vì vậy nó tạo ra sự chuẩn xác và hỗ trợ doanh nghiệp có được cái nhìn thực tế về hoạt động kinh doanh của mình.
- Minh bạch hóa các chi tiêu được sử dụng cho từng chiến dịch marketing: Theo từng chiến dịch marketing nhất định mà các công ty thực hiện, dù với các khoản chi phí lớn nhỏ khác nhau, mỗi doanh nghiệp đều muốn thu thập các dữ liệu chứng minh rằng các khoản chi ra đều được sử dụng một cách hợp lý và hiệu quả. Ví dụ, một nhà hàng chi trả các khoản chi phí trên chạy các chiến dịch quảng cáo trên Facebook. Các nhà tiếp thị của họ đều muốn biết rằng liệu những người tiếp xúc với các quảng cáo này có thực sự sẽ có ý định đến nhà hàng của họ hay không.
- Xác định được nỗ lực marketing hiệu quả nhất của doanh nghiệp, đo lường hiệu quả các chiến dịch marketing của doanh nghiệp: Đo lường chỉ số ROMI thường được thực hiện trên từng kênh tiếp thị riêng biệt của doanh nghiệp, giúp doanh nghiệp biết được kênh nào đang hoạt động hiệu quả, không hiệu quả và ngân sách chi tiêu cho từng hoạt động có đúng mức hay không. Từ kết quả này, các công ty có thể đưa ra những quyết định phù hợp về việc sẽ phân bổ ngân sách cho từng kênh tiếp thị khác nhau. Ví dụ: Dữ liệu phân tích tại một doanh nghiệp cho thấy những quảng cáo bằng video tạo ra nhiều tương tác từ khách hàng hơn so với những quảng cáo truyền thống bằng hình ảnh. Với thông tin như vậy, trong tương lai doanh nghiệp sẽ tập trung đầu tư vào các sản phẩm marketing bằng video.

#### Lợi ích trong dài hạn:
- Đánh giá hiệu suất marketing so với các đối thủ cạnh tranh: Khi doanh nghiệp có cái nhìn toàn cảnh về lợi nhuận thu được sau khi cùng thực hiện các chiến dịch marketing trên nhiều kênh khác nhau từ các đối thủ cùng ngành, doanh nghiệp sẽ nhìn thấy được sự hiệu quả trong các chiến dịch marketing của mình so với các đối thủ cạnh tranh, từ đó có những thay đổi, cải thiện và chiến lược phù hợp trong lâu dài.
- Đảm bảo việc các nhà tiếp thị sẽ tập trung vào việc gia tăng các trải nghiệm tốt nhất cho khách hàng và tăng lợi nhuận cho doanh nghiệp: Ở các doanh nghiệp, các nhà tiếp thị có khuynh hướng đề cập đến các khía cạnh sáng tạo trong từng chiến dịch marketing của họ nhưng không tập trung nhiều vào việc sẽ tạo ra giá trị khách hàng và gia tăng lợi nhuận cho doanh nghiệp. Bằng việc đo lường chỉ số ROMI thường xuyên sẽ giúp các nhà tiếp thị ý thức được trách nhiệm của mình về việc gia tăng sự hài lòng của khách hàng đi đôi với việc tạo ra lợi nhuận cho doanh nghiệp.
- Giúp doanh nghiệp tránh được các chi phí không cần thiết trong tương lai: Việc đo lường chỉ số ROMI giúp doanh nghiệp xác định được các loại chi phí nào đang được sử dụng quá mức và không mang lại nhiều hiệu quả lâu dài, từ đó tránh được việc sử dụng các loại chi phí tương tự trong các hoạt động marketing trong tương lai.

## Công thức tính ROMI
Có rất nhiều cách khác nhau để tính ROMI, tuy nhiên để đo lường tính hiệu quả của hoạt động marketing đều cần dựa vào công thức cốt lõi như sau:
ROMI = (Doanh thu - Chi phí Marketing)/Chi phí Marketing
Trong đó:
- Doanh thu là phần doanh thu gia tăng có được từ việc đầu tư vào marketing
- Chi phí marketing là chi phí đầu tư vào marketing

Ngoài ra, ta thường nhận thấy nhiều doanh nghiệp áp dụng công thức ROI để tính ROMI. Xét về định nghĩa, ROMI là thuật ngữ dùng chung trong lĩnh vực đầu tư, còn ROMI được sử dụng trong đầu tư vào marketing. Nhưng thực chất, khi các nhà quản lý nói về ROI trong các chiến dịch marketing thì ROI và ROMI không có sự khác biệt trong cách tính toán

## Khó khăn khi đo lường ROMI

#### Chi phí đầu tư đa dạng
Chi phí đầu tư vào marketing thường khá cụ thể, nhưng lại rất khó để xác định một hoạt động bao gồm tất cả những khoản chi phí nào. Ví dụ, chỉ số ROMI của một chiến dịch truyền thông thường sẽ rất cao nếu chúng ta chỉ tính đến chi phí quảng cáo, nhưng nếu ta xem xét cả chi phí cho nguồn nhân lực phát triển nội dung, phản hồi khách hàng thì chắc chắn rằng chỉ số ROMI sẽ giảm xuống. Về nguyên tắc, nhà quản lý cần tính toán đến tất cả các chi phí phát sinh trong những hoạt động marketing, bao gồm chi phí phát triển đội ngũ sáng tạo, chi phí dành cho các phương tiện truyền thông hay gặp gỡ khách hàng,...và vì chi phí marketing gắn liền với nguồn vốn, nhà quản lý cũng có thể tính đến chi phí cơ hội của việc sử dụng vốn tại doanh nghiệp.

#### Hiệu quả dài hạn của các chiến dịch marketing
Nhiều nhà quản lý chỉ tập trung vào các số liệu cụ thể, tức thời để đánh giá mức độ thành công của những hoạt động marketing. Tuy nhiên, hiệu quả của những chiến dịch marketing thường đến trong dài hạn, việc tập trung thúc đẩy những yếu tố như: độ nhận biết thương hiệu, quan hệ khách hàng,...thường mất nhiều thời gian để có thể nhận thấy được tác động một cách đầy đủ. Ví dụ, nếu doanh nghiệp đầu tư 1$ ngày hôm nay, rất có thể phải mất đến cả năm để khách hàng bắt đầu mua hàng vì chính tác động từ hoạt động marketing, đặc biệt đối với những sản phẩm như xe hơi, bất động sản. Vì vậy, nhà quản lý nên điều chỉnh những khoảng đầu tư cho phù hợp với mục tiêu chung cũng như thời gian ước tính mà các chương trình, chiến dịch marketing sẽ mang lại hiệu quả.

#### Phân định lợi nhuận từ các chiến dịch marketing khác nhau
Khó khăn tiếp theo là về việc xem xét khoản lợi nhuận gia tăng có được là từ hoạt động marketing nào. Bởi, hầu hết các công ty đều triển khai kết hợp đồng thời nhiều chiến dịch marketing khác nhau, nên việc phân định chiến dịch nào có hiệu quả về mặt lợi nhuận như thế nào là một điều không dễ dàng. Để khắc phục hạn chế này, nhiều nhà quản lý marketing đã tập trung bán hàng tại điểm chạm cuối cùng trong Bản đồ hành trình khách hàng để có thể đo lường một cách trực tiếp. Ví dụ, trong marketing kỹ thuật số, với một mẫu quảng cáo trực tuyến, ta có thể dễ dàng phân định bằng việc liệu khách hàng có nhấp chuột, sau đó có mua hàng từ mẫu quảng cáo đó hay không. Song, vẫn còn những hạn chế cố hữu như, một mẫu quảng cáo trực tuyến có vẻ mang lại ROMI cao nhưng đây là kết quả được xây dựng từ nhiều hoạt động marketing trước đó.

#### Xu hướng Omnichannel hiện nay
Những chiến dịch marketing ngày nay không bị giới hạn vào một kênh marketing hay một điểm chạm nào trong mô hình những giai đoạn của một phễu marketing, dù là ngoại tuyến hay trực tuyến. Hơn thế, để chuyển đổi một khách hàng tiềm năng thành khách hàng mua hàng thật sự, cần nhiều hơn một điểm chạm. Việc tập trung đo lường chỉ số ROMI chỉ vào một kênh, một điểm chạm nào đó sẽ chỉ cung cấp cho nhà quản lý marketing một vài thông tin sơ quát về tác động của marketing. Đồng thời, gây ra khó khăn cho việc xác định doanh thu từ những kênh này. Hiện tại, để đo lường chỉ số ROMI một cách chính xác cần dựa vào các phương pháp đo lường marketing thống nhất, có khả năng sắp xếp các thang đo riêng lẻ thành những hiểu biết chi tiết và có sự gắn kết về khách hàng.

#### ROMI phụ thuộc vào phản ứng của nhiều đối tượng trên thị trường
ROMI thường bị ảnh hưởng bởi phản ứng của các đối thủ cạnh tranh, các đơn vị hoạt động trên thị trường như nhà bán lẻ, và bởi chính nhân viên đối với các quyết định của công ty. Do đó, các nhà quản lý marketing nên xem xét tác động của những quyết định một cách toàn diện, bao gồm phản ứng của các bên như trên. Nhiều tài liệu marketing cho đến nay vẫn tập trung vào việc ước tính phản ứng của khách hàng và các đối thủ cạnh tranh trên thị trường, mà chưa xem xét đến phản ứng những đối tượng liên quan khác - yếu tố ảnh hưởng ngày càng nhiều đến hiệu quả của các chiến dịch marketing.

#### Tồn tại các biến ngoại lai
Để đánh giá được ROMI thật sự, có rất nhiều nhân tố khác cần được xem xét. Đầu tiên, nhà quản lý marketing cần có một đường cơ sở bán hàng rõ ràng và nhất quán để đo lường. Hơn thế, việc đo lường ROMI nói riêng hay ROI nói chung cần quan tâm đến các yếu tố bên ngoài ảnh hưởng đến sự thành công của các chiến dịch marketing, bao gồm: nền kinh tế, thời tiết, các sự kiện, chất lượng nhân viên...Nếu xác định rõ và đưa các biến này vào công thức tính toán, tin chắc rằng doanh nghiệp sẽ có một chỉ số ROMI chính xác hơn, từ đó có những chiến lược gia tăng chỉ số này một cách phù hợp.

## Phương pháp đo lường ROMI
Mặc dù việc đo lường chỉ số ROMI tồn tại rất nhiều khó khăn, nhưng không có nghĩa là không thể. Ngày nay, có rất nhiều phân tích marketing quan trọng, giúp doanh nghiệp có thêm những góc nhìn sâu sắc về việc đo lường tính hiệu quả của các chiến dịch marketing:
1. Phương pháp kênh đơn (Lần chạm đầu tiên/Lần chạm cuối cùng)
2. Phương pháp kênh đơn với dự báo doanh thu
3. Phương pháp đo lường đa điểm chạm (Multi-Touch Attribution)
4. Kiểm tra và kiểm soát các nhóm
5. Mô hình hỗn hợp thị trường (Full Market Mix Modeling)

Trên đây là 5 phương pháp đo lường chỉ số ROMI phổ biến hiện nay. Mỗi phương pháp theo thứ tự sẽ cung cấp cho doanh nghiệp cái nhìn chính xác hơn về giá trị dữ liệu khách hàng, nhưng cũng đi kèm với sự gia tăng dần về chi phí và sự phức tạp trong quá trình đo lường. Chính vì vậy, hầu hết các doanh nghiệp đều bắt đầu bằng phương pháp thứ nhất và thứ hai. Các phương pháp tiếp theo sẽ được áp dụng khi doanh nghiệp di chuyển đến một bước tiếp theo trong sơ đồ đường cong trưởng thành của mình. Theo nghiên cứu gần đây của Tập đoàn Lenskold Group, gần ⅔ doanh nghiệp đang sử dụng hai phương pháp đầu tiên.

#### Phân bổ kênh đơn (Lần chạm đầu tiên/Lần chạm cuối cùng)
Phương pháp phổ biến nhất để theo dõi kết quả của những chương trình marketing là gán tất cả giá trị cho chương trình đầu tiên (hoặc cuối cùng) chạm đến mục tiêu marketing.
| Phân bổ kênh đơn                | Định nghĩa | Ví dụ |
| Lần chạm đầu tiên (First Touch) | Phân bổ tất cả các giá trị cho chương trình đầu tiên chạm đến mục tiêu, điển hình như nguồn lead.                                                                               | Nếu công ty tổ chức một buổi hội thảo trên website (Webinar) và tạo ra được một lead giá trị chuyển đổi sau đó. vì vậy công ty này sẽ tiến hành gán tất cả doanh thu cho webinar đầu tiên.                                         |
| Lần chạm cuối cùng (Last Touch) | Ngược lại. phương pháp này đưa doanh thu về chương trình cuối cùng, cái đã tạo ra Lead trước khi hành vi chính của khách hàng được thực hiện như mua hàng, để lại thông tin,... | Nếu một Lead trở thành khách hàng triển vọng sau khi xem xong bản giới thiệu sản phẩm, thì bản giới thiệu đó sẽ được cho gán doanh thu từ khách hàng. Mặc dù, nhân viên bán hàng đã chăm sóc khách hàng bằng nhiều cách khác nhau. |

Ưu điểm, khuyết điểm của phương pháp phân bổ kênh đơn (Lần chạm đầu tiên/Lần chạm cuối cùng):
| Ưu điểm | Khuyết điểm |
| - Thực hiện tương đối dễ dàng với chi phí thấp. - Cung cấp thông tin hữu ích cho giai đoạn đầu trong chu kỳ tạo ra doanh thu. - Áp dụng tốt đối với những chi phí được đầu tư để tạo ra Lead thay vì nuôi dưỡng Lead. | - Không tính đến ảnh hưởng của những lần chạm liền kề. - Khó tính toán và có thể dẫn đến sai lệch khi hiệu quả của đầu tư vào marketing là dài hạn. |

(Lead: Lead trong marketing là tập hợp những đối tượng khách hàng có phản hồi và quan tâm đến sản phẩm, dịch vụ của doanh thu sau khi triển khai các chiến dịch marketing).

#### Phân bổ kênh đơn cùng dự báo doanh thu
Như đã đề cập ở trên, nhược điểm của phương pháp đầu tiên là chỉ đo lường chính xác những kết quả ngắn hạn của marketing. Phương pháp thứ hai này trình bày một giải pháp là thực hiện việc dự báo doanh thu. Bằng cách thêm các dự báo doanh thu, ta có thể đo lường tác động dài hạn của marketing một cách tương đối chính xác.
Ví dụ, thay vì chờ đợi hiệu quả thực tế từ một hội chợ thương mại, phương pháp này xem xét tác động của hội chợ ở đầu chu kỳ doanh thu và ước tính tác động dài hạn của nó bằng các số liệu trong quá khứ. Trong bảng phân tích dưới đây, Hội chợ thương mại 1 đã diễn ra một năm trước và cho thấy một bức tranh khá tốt về lợi nhuận. Ngược lại, ở Hội chợ thương mại 2 một tuần trước, với phương pháp phân bổ kênh đơn, Hội chợ thương mại 2 mang lại kết quả rất kém.
| Chương trình         | Đầu tư  | Thời gian  | Điểm chạm | Khách hàng tiềm năng | Leads | Opps | Wins | Pipeline  | Doanh thu |
| Hội chợ thương mại 1 | $18,000 | Năm trước  | 901       | 560                  | 207   | 17   | 5    | $421, 082 | $117,903  |
| Hội chợ thương mại 2 | $12,000 | Tuần trước | 1,012     | 517                  | 21    | 1    | 0    | $15,946   | $-        |

Tuy nhiên, khi ta áp dụng kiến thức về chu kỳ doanh thu, về cách chuyển đổi khách hàng tiềm năng sau một thời gian thì ta có thể ước tính tác động trong tương lai là như thế nào:
| Chương trình         | Đầu tư  | Thời gian  | Điểm chạm | Khách hàng tiềm năng | Leads | Opps | Wins | Pipeline | Doanh thu |
| Hội chợ thương mại 1 | $18,000 | Năm trước  | 901       | 560                  | 209   | 21   | 7    | $590,510 | $161,214  |
| Hội chợ thương mại 2 | $12,000 | Tuần trước | 1,012     | 517                  | 221   | 18   | 07   | $663,221 | $258,656  |

Như vậy, nếu xem xét theo phương pháp này thì hiệu quả của Hội chợ thương mại 2 là rất tốt. Khi hơn 500 người dừng lại ở gian hàng và công ty ước tính sẽ đạt được doanh thu 600,000 đô la trong 12 tháng tới.
Ưu điểm, khuyết điểm của phương pháp phân bổ kênh đơn cùng dự báo doanh thu:
| Ưu điểm | Khuyết điểm |
| - Tập trung vào tác động đến doanh thu của cả chương trình, không chỉ ở kênh đầu tiên hay cuối cùng. - Xem xét chất lượng của Lead, không chỉ ở số lượng khi đánh giá hiệu quả của các chương trình marketing. | - Sử dụng dữ liệu từ quá khứ để ước tính các kết quả trong tương lai, có thể sai lệch do chưa tính đến tác động của những thay đổi trong hiện tại. - Những ước tính cuối cùng phải được đối chiếu với những kết quả thực tế. |

#### Phương pháp đo lường đa điểm chạm (Multi-Touch Attribution)
Phương pháp tiếp cận này sử dụng nhiều điểm chạm từ nhiều người khác nhau và những giao dịch được thực hiện từ những điểm chạm này, sau đó thực hiện đo lường sự hiệu quả tại mỗi điểm chạm của mỗi cá nhân.
Phương pháp đo lường đa điểm chạm:
Bước 1: Phân tích và xác định các điểm chạm liên quan và có ý nghĩa đối với từng giao dịch được thực hiện, nhưng cần chắc chắn rằng chỉ sử dụng những điểm chạm của những người mà giao dịch của họ được thực hiện sau khi họ tiếp xúc với điểm chạm.
Bước 2: Phân bổ ngân sách, chi phí cho từng điểm chạm. Phương pháp này thường được thể hiện đơn giản bằng cách phân bổ ngân sách đều vào các điểm chạm, ví dụ có năm điểm chạm, mỗi điểm chạm sẽ được phân bổ với ⅕ nguồn ngân sách.
Tuy nhiên một số doanh nghiệp quyết định sử dụng một chiến lược đo lường tinh vi hơn. Cụ thể:
- Theo thời gian: Doanh nghiệp có thể muốn giảm ngân sách vào một điểm chạm cụ thể so với các điểm chạm khác vì có thể điểm chạm này không tạo ra giá trị.
- Theo vị thế người tiếp xúc với điểm chạm: Doanh nghiệp có thể muốn phân bổ ngân sách cao hơn vào những người có khả năng ra quyết định cao hơn đối với giao dịch từ doanh nghiệp.
- Theo tính chất từng chiến dịch: Các nhà tiếp thị có khuynh hướng quan tâm nhiều hơn vào các điểm chạm mà người tiếp xúc có cơ hội trải nghiệm cao hơn, ví dụ một người tham gia một buổi workshop của doanh nghiệp so với một người đọc những thông tin tương tự thông qua email marketing của doanh nghiệp.

Phương pháp này tồn tại một số ưu điểm và khuyết điểm như sau:
| Ưu điểm | Khuyết điểm |
| - Phối hợp nhiều điểm chạm tự nhiên cũng như Tạo danh sách khách hàng tiềm năng (Lead Generation). - Đặc biệt hữu ích cho chu kỳ doanh thu dài hạn với nhiều điểm chạm. - Tập trung vào toàn bộ tương tác liên quan đến giao dịch (không chỉ tương tác lần đầu tiên). | - Yêu cầu giả định rằng có thể thêm một số yếu tố chủ quan vào việc phân tích. - Nguy cơ thâm hụt ngân sách cho các điểm chạm có tác động quá thấp, đặc biệt khi phân bổ đều ngân sách cho tất cả các điểm chạm. |

#### Kiểm tra và kiểm soát các nhóm
Một cách tuyệt vời để đo lường tác động thực sự của một chiến dịch marketing cụ thể là kiểm tra tính hiệu quả của từng chiến dịch đó bằng cách so sánh kết quả của hai nhóm mà doanh nghiệp có thể kiểm soát. Hầu như mọi vấn đề đều có thể đo lường được một cách phù hợp, tuy nhiên sẽ rất tốn kém nếu thực hiện phương pháp này. Hai nhóm được kiểm soát không khác biệt quá 20% để kết quả dữ liệu cuối cùng có ý nghĩa thống kê và có thể sử dụng được.
Với những nhóm được kiểm tra và kiểm soát, doanh nghiệp có thể áp dụng chiến lược marketing cụ thể đối với một nhóm khách hàng mục tiêu của mình và đồng thời không áp dụng chiến lược này đối với nhóm còn lại. Khi những yếu tố khác là như nhau giữa hai nhóm khách hàng, doanh nghiệp có thể tìm ra những thuộc tính khác nhau trong hành vi mua hàng của hai nhóm.
Ví dụ doanh nghiệp đang muốn đo lường tác động của một trong những chiến dịch quảng cáo thương hiệu lên nhận thức của người tiêu dùng. Một cách tiếp cận tiềm năng sẽ là chia thị trường của doanh nghiệp thành hai phân khúc như nhau, sau đó chi tiêu ở một phân khúc gấp đôi phân khúc còn lại. Từ đó, doanh nghiệp có thể so sánh hành vi của khách hàng ở cả hai phân khúc để phân tích hiệu quả của chiến dịch - liệu doanh nghiệp có nhận thấy rõ được sự tăng trưởng về doanh thu cũng như nhận thức cao hơn về thương hiệu sản phẩm ở phân khúc khách hàng được trải nghiệm chiến dịch marketing của doanh nghiệp hay không.
Dữ liệu đầu ra của phương pháp này có thể giúp doanh nghiệp đưa ra sự so sánh về doanh thu, lợi nhuận, khách hàng tiềm năng, tỷ lệ tìm kiếm sản phẩm, tỷ lệ chuyển đổi,... Doanh nghiệp cũng có thể kiểm soát và đưa ra những quyết định phù hợp về:
- Các chiến dịch trong tương lai.
- Thông điệp gửi đến khách hàng trong từng sản phẩm.
- Tần số tương tác với khách hàng.
- Mức chi tiêu trên mỗi chiến dịch.

Phương pháp này tồn tại một số ưu điểm và khuyết điểm như sau:
| Ưu điểm | Khuyết điểm |
| - Dữ liệu có ý nghĩa phân tích hơn, cho thấy tác động thực sự của một chương trình tiếp thị. - Có thể đo lường hầu hết mọi tác động lên hầu hết mọi thứ với việc kiểm tra và kiểm soát từng nhóm. - Chi phí tương đối thấp nếu doanh nghiệp có thể thiết kế một nhóm kiểm soát tốt. | - Chỉ tập trung vào việc so sánh hiệu quả giữa hai nhóm, không thể thể hiện hiệu quả của toàn bộ chiến dịch. - Có thể kiểm soát được mọi thứ, nhưng để kiểm soát toàn bộ mang lại một khoản chi phí không hề nhỏ. |

#### Mô hình hỗn hợp thị trường (Full Market Mix Modeling)
Mô hình hỗn hợp thị trường thể hiện kết quả lượng hàng bán ra phụ thuộc như thế nào vào những điểm chạm marketing và những yếu tố phi thị trường (non-marketing) bằng cách sử dụng những kỹ thuật phân tích hồi quy. Chỉ có 3% các nhà tiếp thị B2B gần đây sử dụng mô hình này để đo lường ROMI.
Dưới đây một ví dụ về phương trình thống kê mẫu (mặc dù là một ví dụ cực kỳ đơn giản):
Công ty X tạo ra doanh thu 165 triệu đô la. Công ty X chi: 5 triệu đô la cho quảng cáo trên các công cụ tìm kiếm, 5 triệu đô la cho quảng cáo hiển thị và 10 triệu đô la cho quảng cáo trên các tradeshows. Mô hình hỗn hợp thị trường của công ty X sẽ được thể hiện dưới dạng công thức như sau:
Sales = 125M + 3.0 * Search + 2.0 * Display + 1.5 * Tradeshow
Phương trình này cho thấy, nếu không có Marketing, Công ty X sẽ kiếm được 125 triệu đô la doanh thu. Và trong số 40 triệu đô la doanh thu do Marketing tạo ra:
- Quảng cáo trên các công cụ tìm kiếm là 3.0 × 5 = $ 15M
- Quảng cáo hiển thị là 2.0 × 5 = $ 10M
- Quảng cáo trên các tradeshows là 1.5 × 10 = $ 15M

Phương pháp này tồn tại một số ưu điểm và khuyết điểm như sau:
| Ưu điểm | Khuyết điểm |
| - Kết quả đưa ra mang tính chính xác cao - Đo lường tác động của toàn bộ bộ chiến dịch, kể cả những yếu tố ảnh hưởng bên ngoài - Giúp các nhà tiếp thị hiểu được các insight và giúp chiến dịch được vận hành một cách hiệu quả hơn | - Cần lượng dữ liệu lớn, có thể phát sinh nhiều chi phí để thu thập hết lượng dữ liệu theo yêu cầu - Đòi hỏi kỹ năng phân tích các dữ liệu một cách tinh vi - Tập trung vào sự thay đổi của lượng hàng bán ra trong ngắn hạn, có thể không hỗ trợ tối ưu cho việc xây dựng các hoạt động trong lâu dài của thương hiệu doanh nghiệp. |

## Kết luận
ROMI không phải là một khái niệm đơn giản. Nó có thể kết hợp nhiều biến và kết quả từ một số phương trình hoặc nhiều công thức khác nhau. Kết quả chung khi đo lường chỉ số này là tỷ lệ phần trăm ROMI càng cao chứng tỏ doanh nghiệp của bạn càng hoạt động hiệu quả.
Khi thực hiện đo lường chỉ số ROMI, có rất nhiều điểm chạm liên quan đến việc đưa ra kết quả cuối cùng. Vì vậy dựa trên cơ sở đó doanh nghiệp có thể quyết định mô hình nào nên được sử dụng có nhiều ý nghĩa và mang lại hiệu quả nhất cho doanh nghiệp.
Khi khởi đầu, doanh nghiệp nên bắt đầu đo lường với các kênh tiếp thị có khả năng giúp thúc đẩy doanh thu trong tương lai. Trong quá trình theo dõi ROMI, doanh nghiệp có thể điều chỉnh chiến lược tiếp thị phù hợp dựa trên lợi nhuận tạo ra từ mỗi kênh.
Theo thời gian, doanh nghiệp sẽ tìm thấy được kênh tiếp thị hiệu quả nhất và đầu tư nhiều thời gian và phân bổ nguồn ngân sách phù hợp vào đó. Điều này sẽ giúp doanh nghiệp giảm thiểu lãng phí thời gian vào các kênh tiếp thị không giúp doanh nghiệp chuyển đổi khách hàng tiềm năng thành khách hàng thực sự của doanh nghiệp.